# Льюїстаун (Огайо)
Льюїстаун (англ. Lewistown) — переписна місцевість (CDP) в США, в окрузі Лоґан штату Огайо. Населення — 202 особи (2020).

## Географія
Льюїстаун розташований за координатами 40°25′26″ пн. ш. 83°53′5″ зх. д. / 40.42389° пн. ш. 83.88472° зх. д. (40.423752, -83.884627).  За даними Бюро перепису населення США в 2010 році переписна місцевість мала площу 1,99 км², уся площа — суходіл.

## Демографія
Згідно з переписом 2010 року, у переписній місцевості мешкали 222 особи в 75 домогосподарствах у складі 54 родин. Густота населення становила 112 особи/км².  Було 82 помешкання (41/км²).
Расовий склад населення:
| - 99,1 % — білих |

До двох чи більше рас належало 0,9 %. Частка іспаномовних становила 0,0 % від усіх жителів.
За віковим діапазоном населення розподілялося таким чином: 30,6 % — особи молодші 18 років, 62,2 % — особи у віці 18—64 років, 7,2 % — особи у віці 65 років та старші. Медіана віку мешканця становила 35,3 року. На 100 осіб жіночої статі у переписній місцевості припадало 93,0 чоловіків;  на 100 жінок у віці від 18 років та старших — 85,5 чоловіків також старших 18 років.
Цивільне працевлаштоване населення становило 71 осіб. Основні галузі зайнятості: виробництво — 28,2 %, публічна адміністрація — 21,1 %, будівництво — 18,3 %, освіта, охорона здоров'я та соціальна допомога — 16,9 %.